# Aéroport de Vail-comté d'Eagle
Pour les articles homonymes, voir EGE.
L'aéroport de Vail/comté d'Eagle (code IATA : EGE • code OACI : KEGE • code FAA : EGE) est à 6 km à l'ouest de Eagle, Colorado. L'aéroport dessert le comté d'Eagle, donnant un accès facile aux stations de ski de Vail et de Beaver Creek. L'aéroport est souvent cité comme ayant un accès difficile en raison de l'altitude, la variabilité de la météo, une approche à travers un terrain montagneux et difficile. 

## Situation
| \| 50 km1:2 432 000 \|Aspen Colorado Springs Cortez Denver Durango Vail Grand Junction Gunnison · Crested Butte Montrose Pueblo San Luis Telluride Yampa |
| 50 km1:2 432 000 |

## Statistiques
Pour des raisons techniques, il est temporairement impossible d'afficher le graphique qui aurait dû être présenté ici.

Voir la requête brute et les sources sur Wikidata.

## Compagnies aériennes et destinations

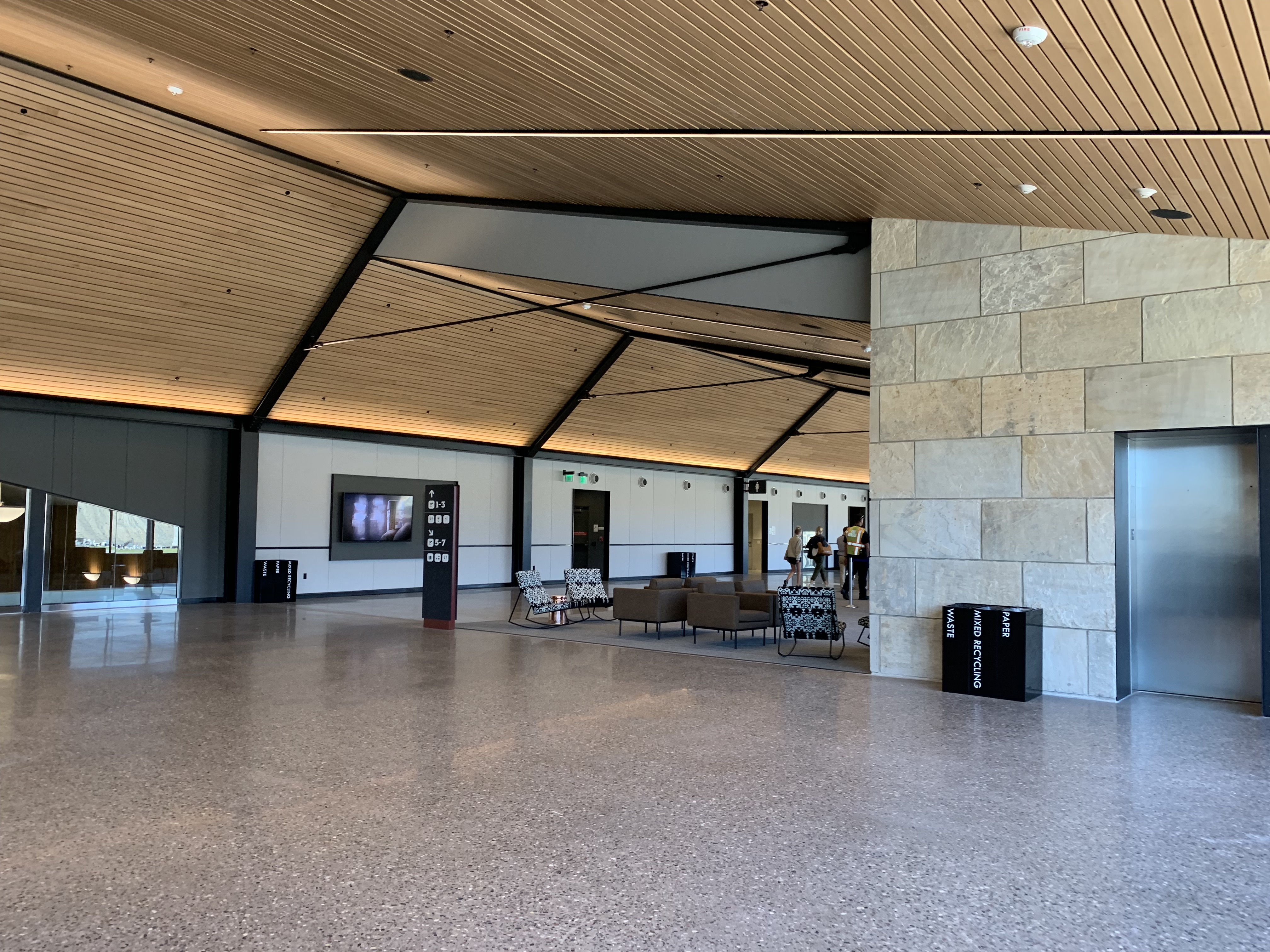
Photo du nouveau terminal de l'aéroport

| Compagnies        | Destinations                                                                                |
| ----------------- | ------------------------------------------------------------------------------------------- |
| Air Canada        | En saison : Toronto (Pearson)                                                               |
| American Airlines | En saison : Chicago-O'Hare, Dallas-Fort Worth, Los Angeles, Miami, New York-John F. Kennedy |
| American Eagle    | En saison: Phoenix-Sky Harbor                                                               |
| Delta Air Lines   | En saison : Atlanta H.-Jackson                                                              |
| United Airlines   | En saison : Chicago-O'Hare, Denver, Houston-George Bush, Newark-Liberty, Washington-Dulles  |
| United Express    | Denver En saison: Los Angeles, San Francisco                                                |

Édité le 16/10/2017